# Santa (Biankouma)
Pour les articles homonymes, voir Santa.
Santa est une ville de la Région des Dix-Huit Montagnes située à l'ouest de la Côte d'Ivoire, dans le département de Biankouma dont elle est l'une des sous-préfectures.